# ЧетириЧетириДве
„ЧетириЧетириДве“ (на английски: FourFourTwo) е ежемесечно английско списание за футбол. Името му идва от популярната тактическа схема във футбола 4-4-2.
От 2002 г. по лиценз се появяват и местни версии в други части на света - Швеция, Австралия, Нигерия, Турция, Южна Корея, Бразилия, Малайзия и Индонезия. На 8.4.2010 г. излиза за първи път на български език на цена от 5 лв.
В миналото като колумнисти в списанието са се изявявали футболисти и треньори като Брайън Клъф, Боби Робсън, Сам Алърдайс, Дейвид Плат, Арсен Венгер, Роби Савидж и др.